# Madame Isabel de Francia (Adélaïde Labille-Guiard)
Madame Isabel de Francia es una pintura de Adélaïde Labille-Guiard, de c. 1787. Está en la colección del Museo Metropolitano de Arte, en Nueva York.

## Descripción
La obra tiene un formato ovalado y unas dimensiones de 78,7 x 65,4 cm. La técnica empleada es pastel sobre papel azul, siete hojas unidas, colocadas sobre lienzo.
Representa a Madame Isabel de Francia, hermana de Luis XVI, quien vivía en Montreuil.

## Historia
Este pastel es un estudio para un retrato más formal de Madame Isabel de Francia. La pintura fue presentada en 1787 en el Salón de Pintura y Escultura de París.
En 2007, Frederick M. Stafford donó la obra a Museo Metropolitano de Arte de Nueva York.